# 田村丸
田村丸 （たむらまる） は、日本鉄道が直営の青函連絡船航路開設のため、1906年（明治39年）10月1日、イギリス、スコットランド、ウィリアム・デニー・アンド・ブラザーズ社に2隻の同型の海峡渡船建造を発注した第2船であった。
着工前の1906年（明治39年）11月1日、日本鉄道は鉄道国有法に基づき国有化されたため、逓信省鉄道作業局がこの建造契約を継承し、1908年（明治41年）3月、帝国鉄道庁が受領した。約1ヵ月先行して建造された姉妹船比羅夫丸が日本初の蒸気タービン船となり、本船は2番目であった。
船名は発注当時の日本鉄道社長、曾我祐準の意向で、東北・北海道開拓に縁のある歴史的人物の名前より採ることとし、 坂上田村麻呂から田村丸と命名された。
16年余り務めた青函連絡船引退後は、稚泊連絡船として夏期2シーズン運航され、その後、四国航路、淡路島航路で運航された。

## 建造までの経緯
1891年（明治24年）9月1日，日本鉄道によって上野-青森間が全通し、翌1892年（明治25年）8月1日には北海道炭礦鉄道によって岩見沢-室蘭間が開通するにおよび、当時青函航路を運航していた日本郵船は1893年（明治26年）2月、青函航路の延長として、函館-室蘭間航路を開設した。ここに上野-札幌間は、この“三港連絡航路”を介して鉄道で結ばれ、事実上この航路は“鉄道連絡船”航路となり、輸送量は急増した。
更に1904年（明治37年）10月15日には北海道鉄道によって函館-小樽間が開通し、翌1905年（明治38年）8月1日には小樽-南小樽間延伸で北海道炭礦鉄道とつながり、輸送量は一段と増加した。
しかし日本郵船はこの増加する輸送需要に十分対応できず、客貨共にしばしば積み残しが発生したため、日本鉄道では1902年（明治35年）頃から、青函航路直営化の検討を始め、1905年（明治38年）8月には、今後20年間は他の追従を許さない1,100～1,500総トン、航海速力15ノット以上の高速海峡渡船の建造を決定し、同年10月、船体構造設計を東京帝国大学助教授横田成年に、機関部設計を同助教授加茂正雄に依頼した。加茂は、この程度の大きで15ノット以上となると、従来の蒸気レシプロ機関では機関室が過大となるため、既にイギリスの海峡渡船で実績を上げていた蒸気タービン採用を進言し、これが採用された。
こうして、日本鉄道は1906年（明治39年）10月1日、イギリス、スコットランドの、ウィリアム・デニー・アンド・ブラザーズ社に、横浜引き渡し、速力18ノット以上という条件で、1,500総トン級の同型の海峡渡船2隻の建造を発注した。それから1ヵ月後の11月1日に日本鉄道は国有化され、逓信省鉄道作業局がこの建造契約を継承した。
田村丸は第1船比羅夫丸と同じく1907年（明治40年）1月に起工されたが、進水は1ヵ月遅れの同年8月となり、完成も1ヵ月遅れの11月と推定されるが、当時の田村丸の記録は少なく詳細は不明である。田村丸においても就航後、蒸気タービンの取り扱いおよび補修のできる機関長資格者が必要なため、帝国鉄道庁は1907年（明治40年）9月、関釜連絡船 対馬丸（初代）機関長の池田信吉（いけだ　のぶよし）をイギリスへ派遣し、比羅夫丸・田村丸建造中のウィリアム・デニー・アンド・ブラザーズ社での実習見学を行わせたうえ、同船の日本への回航の機関長とし、就航後は初代機関長とした。田村丸の横浜到着は1908年（明治41年）2月12日で、その後所定の検査、手続きを経て帝国鉄道庁が受領し、3月28日横浜を出港し、途中時化のため千葉県館山で3泊し、4月2日青森に到着した。

## 概要
（比羅夫丸型としての詳細は比羅夫丸参照）
船体の上甲板に相当する覆甲板（おおいこうはん　オーニングデッキ）上には、船体長の半分程度の甲板室があり、中央部に煙突があり、煙突のすぐ前には天井全体を高くした1等食堂が、その前方には、日中は椅子席、夜間は1段または2段寝台室となる個室や開放寝台室が配置された。煙突より後ろは2等区画で、日本への回航後、煙突の直後にあった2等食堂は畳敷きの2等雑居室に改装され、その後方には2段寝台の2等寝台室があり、1層下の正甲板船尾側には、いわゆる“蚕棚式”2段雑居室の3等船室があった。
船体中央部のボイラー室には舶用スコッチ缶が2缶、その後ろのタービン室には、船体中心線上に高圧タービンが1基、その後方左右には高圧タービンで使った蒸気を再利用する低圧タービンが1基ずつ配置され、各タービンからはそれぞれプロペラ軸が出て、船尾水線下の中央と両側の計3基のプロペラに直結で繋がっていた。両側のプロペラは逆転できたが、中央のプロペラは逆転できなかった。しかも両側のプロペラも互いに逆回転させることができなかったため操縦性は良くなかった。舵は中央のプロペラ直後の1枚だけであった。
覆甲板の甲板室屋根の両舷には、それぞれ2隻ずつ救命艇が懸架され、この甲板は端艇甲板と呼ばれたが、覆甲板の船尾近くの両舷にも救命艇が1隻ずつ懸架されていた。端艇甲板の船首端には船長室と1等航海士室の入った甲板室があり、そのすぐ後ろには特別室が入った独立した甲板室が設置され、甲板室の2階となっていた。
船長室の屋上の甲板は、前方と両舷に張り出して視界を確保し、磁気コンパス、舵輪、伝令器、海図机が設置され、最上船橋（フライングブリッジ）と呼ばれたが、当時のドーバー海峡渡船にならい、その周囲と天井には、風雨除け、日除けのキャンバス（帆布）を固定する骨組しかなかったため、津軽海峡の実情に合わず、就航後約1年で、板張りの天井を設け、前部中央のみガラス窓とし、1912年（大正元年）以降、全周の板張りとガラス窓化が行われた。
塗装は、比羅夫丸・田村丸とも、船体外舷は黒く、甲板室は白く、煙突は黄樺色に塗装され、赤色の「工」のマークが付加されたが、これでは2隻を遠方から区別できないため、比羅夫丸では船体外舷に船首から船尾に至る白色の線を引き、田村丸では淡赤色の線として区別した。

## 運航

### 4時間運航
本船就航の1908年（明治41年）4月4日から、2往復運航となった。当時の発着時刻は以下のとおりであった。
1便・青森10時→函館14時（4時間）
3便・青森19時→函館0時（5時間）
2便・函館10時→青森14時（4時間）
4便・函館23時→青森4時（5時間）
当時、青森・函館とも連絡船が直接接岸できる岸壁はなく、沖合500～600mに錨泊して小蒸気船やハシケを使っての乗下船、荷役で、上記発着時刻はいずれも抜錨、投錨の時刻のため、実際の所要時間は両港でのハシケ連絡時間を加える必要があり、相当の時間を要した。
1910年（明治43年）12月15日の函館木造桟橋建設と、1915年（大正4年）6月16日の函館桟橋乗降場設置による、桟橋上への列車乗り入れは、従来2時間前後を要した船車接続時間を約1時間に短縮する画期的な効果を上げた。
一方、青森側は函館に比べ地勢が悪く、港湾整備が遅れ、1923年（大正12年）12月15日、一部完成した車両渡船用岸壁を先行使用することで、ようやく危険なハシケ利用が解消された。

### 傭船時代
比羅夫丸型2隻は、冬季は交代で入渠するため、就航一冬目は1船1往復に減便された。しかし、これでは便利な通年2往復を期待する旅客の要望に応えられず、就航二冬目半ばの1910年（明治43年）1月25日より、帝国海事協会から青函間4時間運航可能な船ということで、1909年（明治42年）7月竣工の義勇艦うめが香丸（3,273総トン、速力21.315ノット）を約1年間傭船して、通年2往復定期運航を維持した。その後も引き続き、比羅夫丸型2隻の他に、傭船や国鉄の他航路からの転属船を運航したが、それらの船は青函間5～9時間を要した。それでも、これらの隻数を増やしつつ、増加著しい客貨輸送に対応していたが、1917年（大正6年）以降は、その3年前に勃発した第一次世界大戦による国内の好景気と船腹不足による海運貨物の陸運転移、傭船料高騰、沖繋りによる非効率な荷役もあり、青函航路の輸送力不足は客貨共決定的となり、両港に滞貨の山を築く混乱状態に陥ってしまった。このことが1925年（大正14年）8月の翔鳳丸型車載客船による車両航送開始の契機となった。
しかしこの混乱解消のため、船価高騰と鉄材不足の中、鉄道院は1918年（大正7年）には木造貨物船白神丸・竜飛丸を建造し、1919年（大正8年）には鉄道院の木造石炭運搬船第一快運丸・第二快運丸を青函航路貨物船に転用し、貨物輸送力増強に努め、これに呼応して1919年（大正8年）から1920年（大正9年）にかけ、比羅夫丸・田村丸では貨物積載設備撤去と旅客定員増加工事を行って旅客輸送に専念させた。1924年（大正13年）5月から同年末にかけ、旅客定員の多い翔鳳丸型車載客船が順次一般客船として就航したため、田村丸は同年12月11日係船された。
1910年（明治43年）1月の義勇艦うめが香丸の傭船開始から、車両航送導入直前の1925年（大正14年）5月の山陽丸解傭までの15年間、青函航路に傭船された民間船は16隻にのぼり、このほか官庁所有船では、廃止になった舞鶴-境航路の第二阪鶴丸、関釜航路の対馬丸（初代）、壱岐丸（初代）、逓信省航路標識視察船羅州丸が一時就航していた。これらの傭船に多くを依存したこの時代を「傭船時代」と区分することがある。

## 田村丸座礁
1913年（大正2年）1月22日、青森を13時に出航した田村丸は、北東の暴風雪による視界不良で針路を誤り、17時30分頃、泉沢村 更木磯の沖720mの暗礁に座礁。座礁と同時に非常汽笛と煙火信号を繰り返し発し、これにより現地沿岸住民は連絡船遭難らしいと知ったが北東風強く救助船出せず、19時頃田村丸と判明し、住民の知らせを受けた泉沢郵便局長が20時7分、函館郵便局へ「連絡船田村丸は当区更木に座礁、救助不可能」と打電、函館郵便局から鉄道院函館運輸事務所へは電話でその旨伝えられ、22時40分、小蒸気船牛若丸（34トン）が現地に急派された。現地では消防夫の中から決死隊を編成し、22時、ようやく田村丸と連絡がつき、翌23日2時30分までに乗客全員の上陸を完了させた。23日は天候回復しており、救援の比羅夫丸、富士丸、新古宇丸が満潮を利用して田村丸を離礁させたが、船底損傷あり浸水多量で、推進器の損傷もあり、排水ポンプを使用しながら比羅夫丸に曳航され、8時に現地を出発し11時函館着、直ちに入渠となった。なお、上陸した乗客は第二阪鶴丸に乗船し、23日10時現地前浜を出航し、乗員乗客に犠牲者はなかった。
船底外板自体に切裂はなかったが、鋼板の継ぎ目に破損がありそこかの浸水であった。変形した外板、肋骨、床板は新替え修理となった。なお当時は連絡船にも青森・函館両桟橋にも無線電信設備はなく、1920年（大正9年）7月10日に、青函間船車連絡輸送の安全と、本州北海道間の鉄道業務用通信の疎通を図るため、青森、函館に海岸局、比羅夫丸、田村丸に船舶局が開設された。

## 稚泊連絡船
1922年（大正11年）11月1日、当時の宗谷線が浜頓別経由で稚内まで達した。対岸の樺太庁鉄道では、樺太東線が既に大泊から樺太庁所在地の豊原を経てオホーツク海側の栄浜海岸まで達していた。翌1923年（大正12年）5月1日、この両鉄道をつなぐ稚泊連絡船航路が、当時青函航路に所属していた元関釜連絡船 壱岐丸（初代）就航によって開設され、同年6月8日からは同じく元関釜連絡船で、稚泊航路用に砕氷船化工事を施した対馬丸（初代）を本格投入し、壱岐丸はいったん青函航路へ戻った。翌1924年（大正13年）7月28日には、砕氷船化工事施工済みの壱岐丸（初代）を稚泊航路に本格就航させ、砕氷船2隻による、4月～12月は毎日夜行1往復、12月は隔日昼行1往復、1～3月は1ヵ月昼行12往復を運航した。ところが1925年（大正14年）12月17日、対馬丸（初代）が夜間稚内港へ入港の際、吹雪で針路を誤り、稚内港外野寒布岬灯台北西に座礁全損する事故が発生した。このため既に函館で1年以上係船されていた田村丸を入渠整備のうえ、流氷の恐れのない1926年（大正15年）4月16日から11月8日まで稚泊連絡船として運航し、翌1927年（昭和2年）も4月7日から10月21日まで稚泊連絡船として運航し、1日1往復運航を支え、その後再び函館で係船された。稚泊航路にはこの後、1927年（昭和2年）12月8日、対馬丸の代船として建造された本格的砕氷船亜庭丸が就航した。

## 民間売却後
1929年（昭和4年）7月8日函館港にて大阪商船へ売却され、同年8月には大阪商船運転請負船として阿波国共同汽船へ譲渡され、かつての僚船比羅夫丸とともに大阪-小松島航路に就航した後、淡路島航路に就航し、1933年（昭和8年）11月9日、久保田静一に売却、その後第一次船舶改善助成施設を適用して建造される嶋谷汽船の貨物船海平丸（4,575総トン）の解体見合い船に指定され、解体された。

## 沿革
- 1905年（明治38年）8月8日 - 日本鉄道株主総会で本州・北海道連絡航路兼営を可決[12]
10月14日 - 東京帝国大学助教授横田成年と同助教授加茂正雄に設計を依頼[13][14][15]
- 1906年（明治39年）10月1日 - 英・ウィリアム・デニー・アンド・ブラザーズ社と契約[58]
11月1日-日本鉄道　国有化　鉄道作業局が建造契約継承
- 1907年（明治40年）1月 - 起工[20]
8月 - 進水[20]
- 1907年（明治40年）4月 – 鉄道作業局が帝国鉄道庁に改組
- 1908年（明治41年）2月12日 – 横浜到着[20][5]
3月 - 各種検査終了し、鉄道庁が受領[20]
3月28日 - 横浜出港[20]
4月4日 - 就航。
- 1910年（明治43年）12月15日 – 函館木造桟橋使用開始[27]
- 1913年（大正2年）1月22日 – 17時30分頃　下り便　泉沢村更木磯に座礁、翌日離礁[43]
- 1915年（大正4年）6月16日 – 函館桟橋乗降場使用開始[28]
- 1919年（大正8年）6月9日 – 客室増設　旅客定員136名増572名[59][39]
- 1920年（大正9年）3月 – 旅客定員89名増[40]　旅客定員661名
7月10日 - 比羅夫丸、田村丸、函館（大森浜）、青森（沖館海岸）に無線電信所設置[60]
- 1923年（大正12年）12月15日 – 青森第2岸壁（当時の名称は第1岸壁）使用開始[32][61]
- 1924年（大正13年）10月1日 - 函館第2岸壁（当時の名称は第1岸壁）使用開始[62][63]
12月11日 - 青函航路での終航[53]
- 1926年（大正15年）4月16日～11月8日 - 稚泊航路夏期運航[51]
- 1927年（昭和2年）4月7日～10月21日 - 稚泊航路夏期運航[64]
- 1929年（昭和4年）7月8日 – 函館港にて 大阪商船へ売却[53]
8月 – 大阪商船運転請負船として阿波国共同汽船へ譲渡、大阪-小松島航路に後に淡路島航路に就航[54]
- 1933年（昭和8年）11月9日 - 久保田静一に売却[54]、
その後、第一次船舶改善助成施設を適用して建造される嶋谷汽船の海平丸の解体見合い船として解体[55][56][57]